# Estrada Romântica

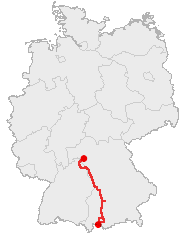

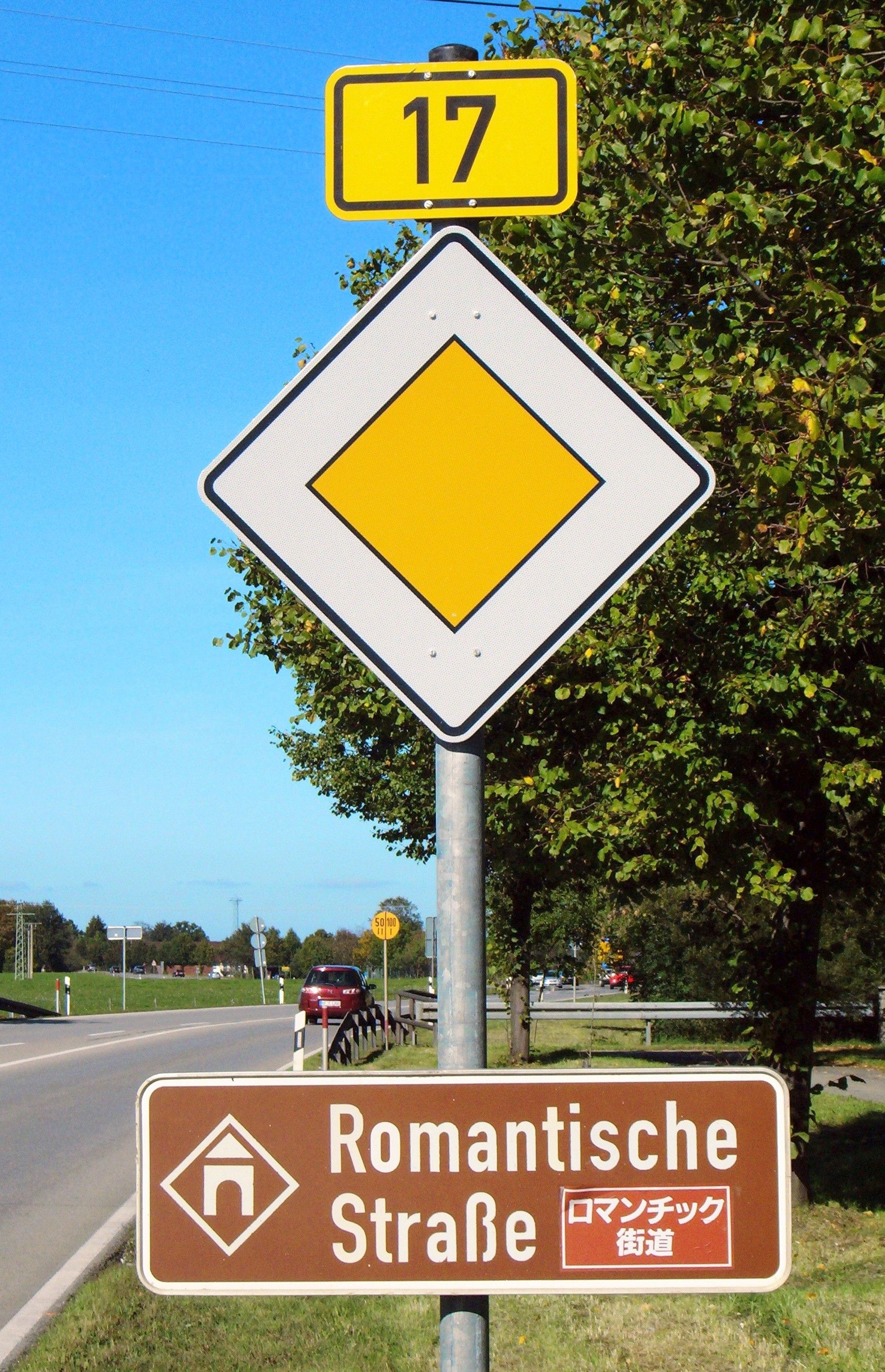
Indicação rodoviária próximo a Fuchstal, em alemão e japonês

A Estrada Romântica (em alemão:  Romantische Straße) foi assim denominada por agentes de viagem a partir da década de 1950, a fim de especificar a estrada no sul da Alemanha, entre os estados da Baviera e Baden-Württemberg, de Würzburg e Füssen.

### A Rota Romântica, Alemanha
A Rota Romântica é, com seus 366 quilômetros de extensão, a mais antiga e, provavelmente, a mais conhecida estrada turística da Alemanha. Conhecida internacionalmente como "Romantic Road", ela é especialmente popular entre americanos e japoneses. Foi estabelecida em 1950 com o objetivo de atrair novamente turistas estrangeiros para a Alemanha, simbolizando um país repleto de pessoas hospitaleiras e monumentos construtivos e artísticos carregados de história.

#### Percurso e Atrações
A Rota Romântica começa ao norte, em Würzburg, e termina ao sul, em Füssen, no Allgäu. Ao longo de toda a estrada, existem diversas cidades e locais encantadores perfeitos para passar as férias. A maior parte da rota está localizada na Baviera.

## Cidades
- Würzburg
- Tauberbischofsheim
- Lauda-Königshofen
- Bad Mergentheim
- Weikersheim
- Röttingen
- Creglingen
- Rothenburg ob der Tauber
- Schillingsfürst
- Feuchtwangen
- Dinkelsbühl
- Wallerstein
- Nördlingen
- Harburg
- Donauwörth
- Augsburg
- Friedberg
- Kaufering
- Landsberg am Lech
- Hohenfurch
- Schongau
- Peiting
- Rottenbuch
- Wildsteig
- Steingaden e Igreja de Wies
- Halblech
- Schwangau, Castelo de Neuschwanstein e Castelo de Hohenschwangau
- Füssen

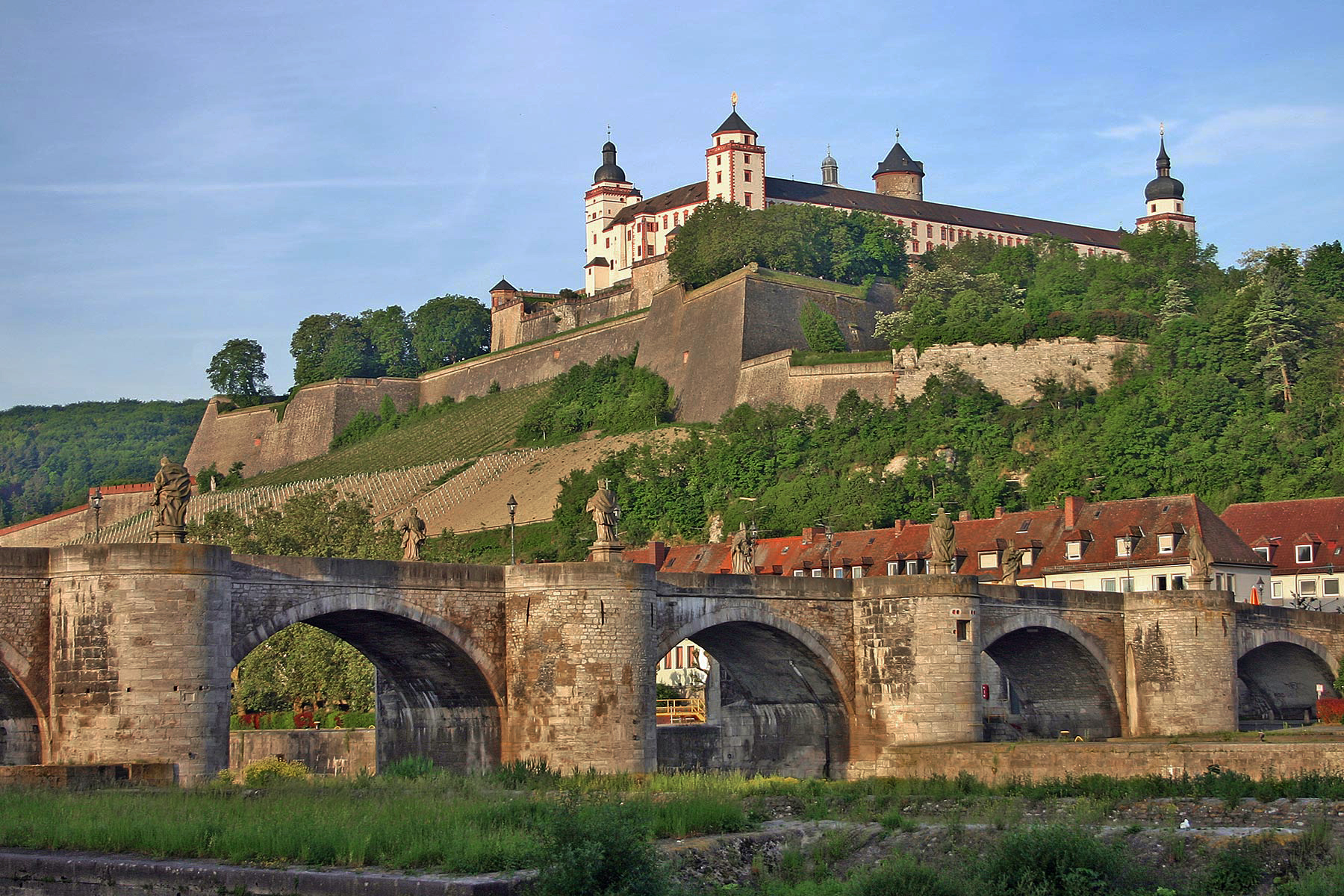
Würzburg
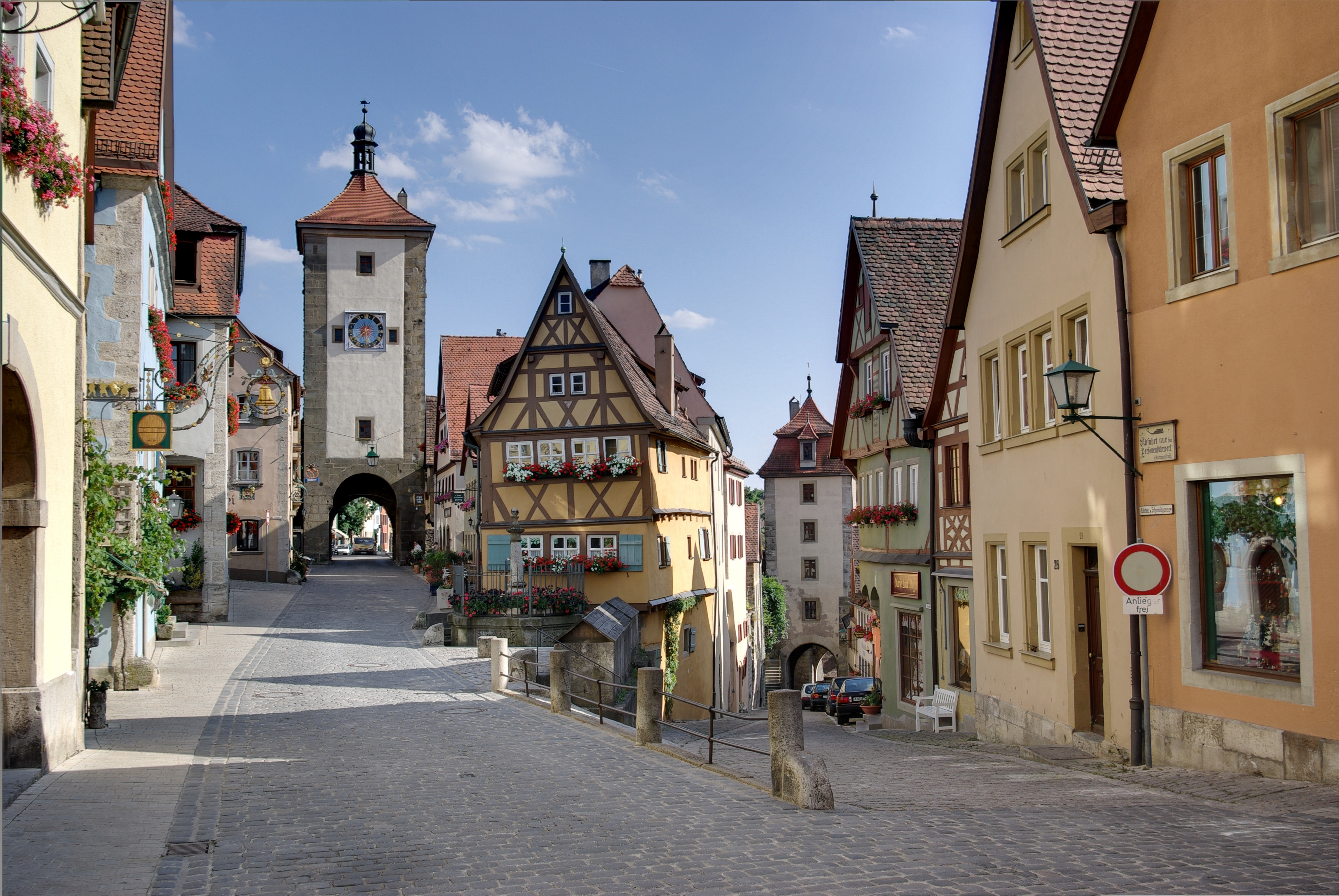
Rothenburg ob der Tauber
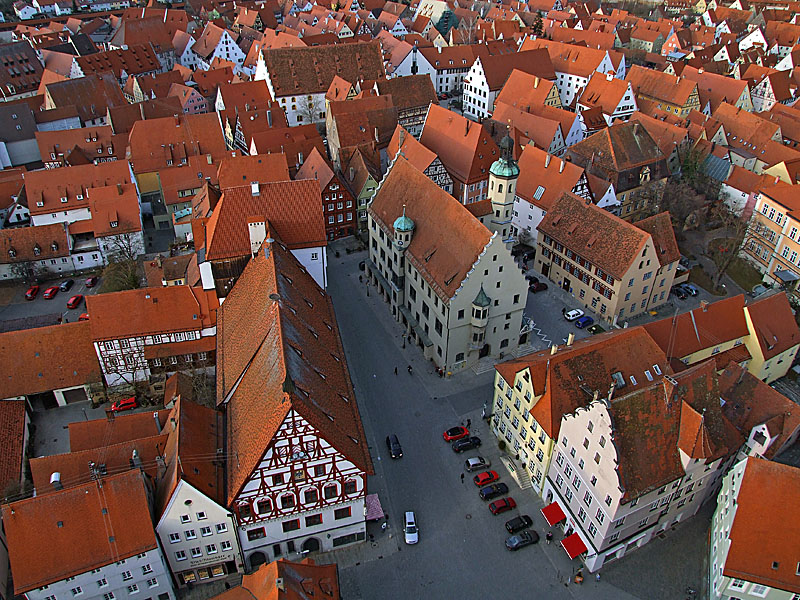
Nördlingen
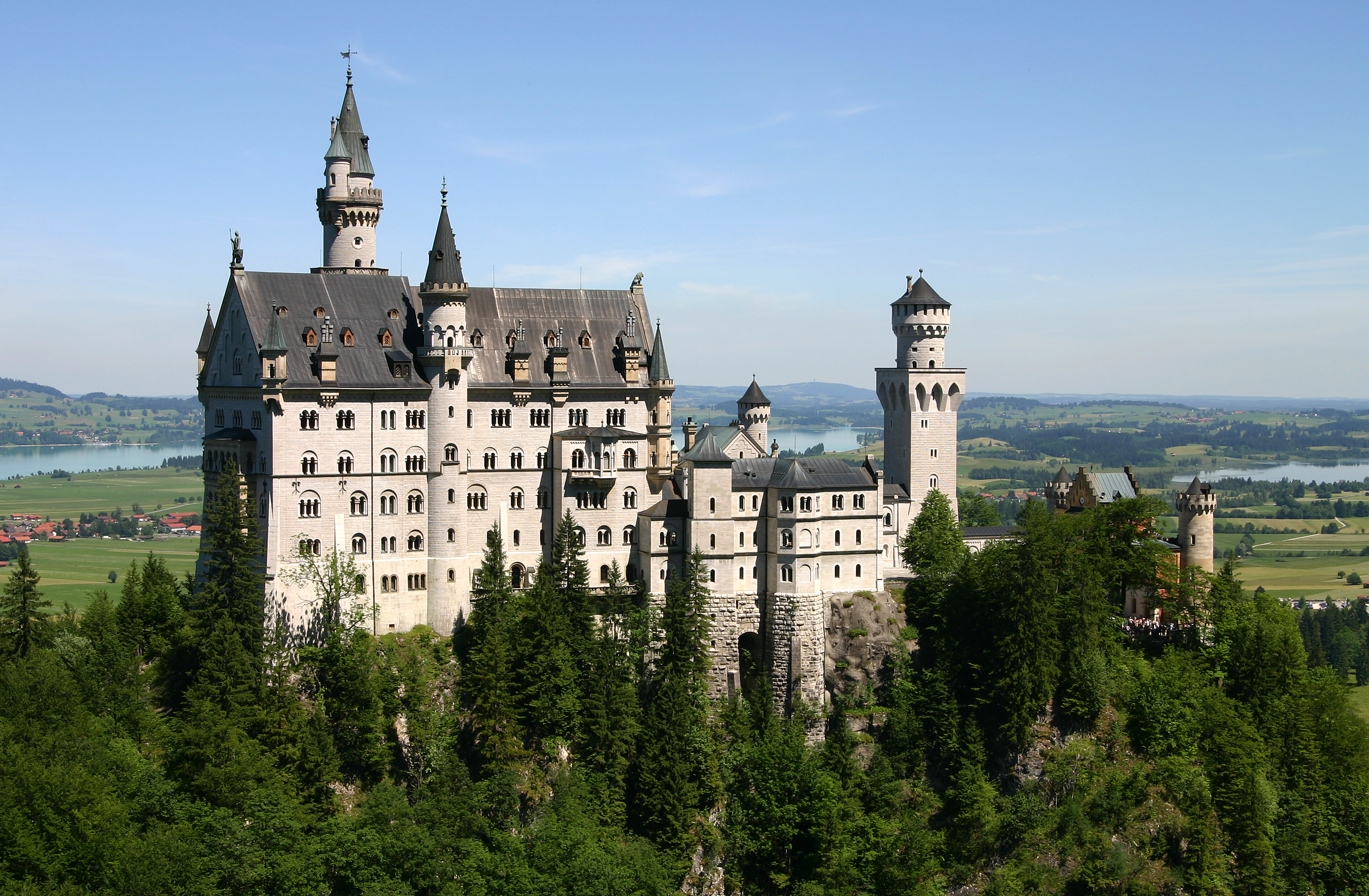
Neuschwanstein e Hohenschwangau